# Championnat d'Allemagne de basket-ball
 (août 2025).
Si vous disposez d'ouvrages ou d'articles de référence ou si vous connaissez des sites web de qualité traitant du thème abordé ici, merci de compléter l'article en donnant les références utiles à sa vérifiabilité et en les liant à la section « Notes et références ».
Pour les articles homonymes, voir BBL.
La Basketball-Bundesliga (BBL)  est la première division du championnat d'Allemagne de basket-ball. Ce championnat regroupe les 18 meilleures équipes allemandes. Chaque équipe s'affronte en matchs aller-retour, les huit premières équipes étant qualifiées pour les play-offs. Les quarts de finale, les demi-finales et la finale se jouent au meilleur des cinq matchs. Les deux derniers du championnat sont reléguées en ProA.

## Historique
En Allemagne, un championnat national de basket-ball a été organisé pour la première fois en 1939 et il a été remporté par le LSV Spandau. En 1944, presque toutes les activités de basket-ball dans le pays ont été forcées d’être interrompues, à cause de la Seconde Guerre mondiale. En 1947, le MTSV Schwabing München devient le premier champion de l’Allemagne divisée d’après-guerre.
La création d’une division de la ligue fédérale ouest-allemande, composée d’une division nord et d’une division sud, chacune comprenant 10 équipes, a été décidée par la Fédération allemande de basket-ball (DBB) en 1964. Le 1er octobre 1966, la première saison de la soi-disant Bundesliga de basket a commencé. À partir de la saison 1971-1972, la taille de chaque division est réduite à huit équipes.

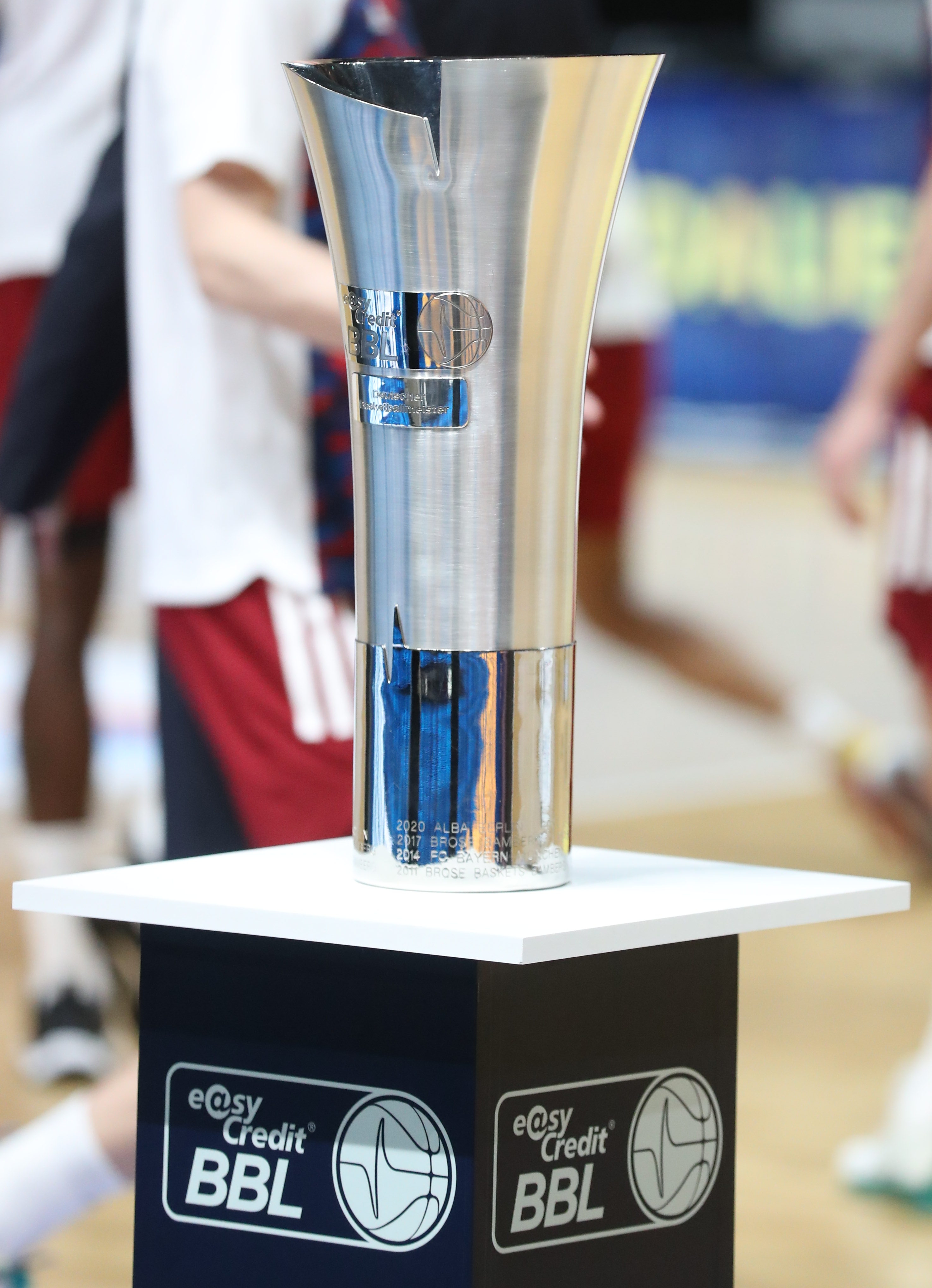
The Basketball Bundesliga trophy

Avec la saison 1975-1976, la structure de la ligue est modifiée en une première division à dix équipes (1. Basketball Bundesliga) et une deuxième division à 20 équipes (2. Basketball Bundesliga). Seule la deuxième ligue a été divisée en une division nord et une division sud, de 10 équipes chacune. En 1985, la ligue supérieure a été élargie à 12 équipes et deux ans plus tard, chaque division de la deuxième ligue a également été élargie à 12 équipes.
En 1988, le mode championnat "Best of five" a été appliqué pour la première fois. La première ligue, qui a débuté en 1995-1996, comptait 14 équipes. La Basketball Bundesliga GmbH (BBL) a été fondée en octobre 1996.
Les ligues fédérales ont reçu leur propre administration dans le cadre de la fédération allemande de basket-ball en 1997. Depuis, les deuxièmes divisions de la ligue sont administrées par l' "AG 2. Bundesliga", tandis que le BBL est responsable de la première ligue. Deux ans plus tard, un contrat a été signé entre la BBL et la Fédération allemande de basket-ball, dans lequel la fédération transfère ses droits de marketing/événements à la BBL pour une durée de 10 ans, en retour de quoi la BBL s’engage à payer une "redevance de soutien amateur" annuelle de 600 000 DM  (306 775 €).
À compter de la saison 2003-2004, le nombre d’équipes en première division a été porté à 16 et, en 2006-2007, il a encore augmenté pour atteindre 18. Pour la saison suivante, 2007-2008, la structure de la deuxième ligue a été remaniée et est passée des divisions nord/sud à une division ProA et à une division ProB. Ces divisions sont restées sous l’administration de "AG 2. Bundesliga".

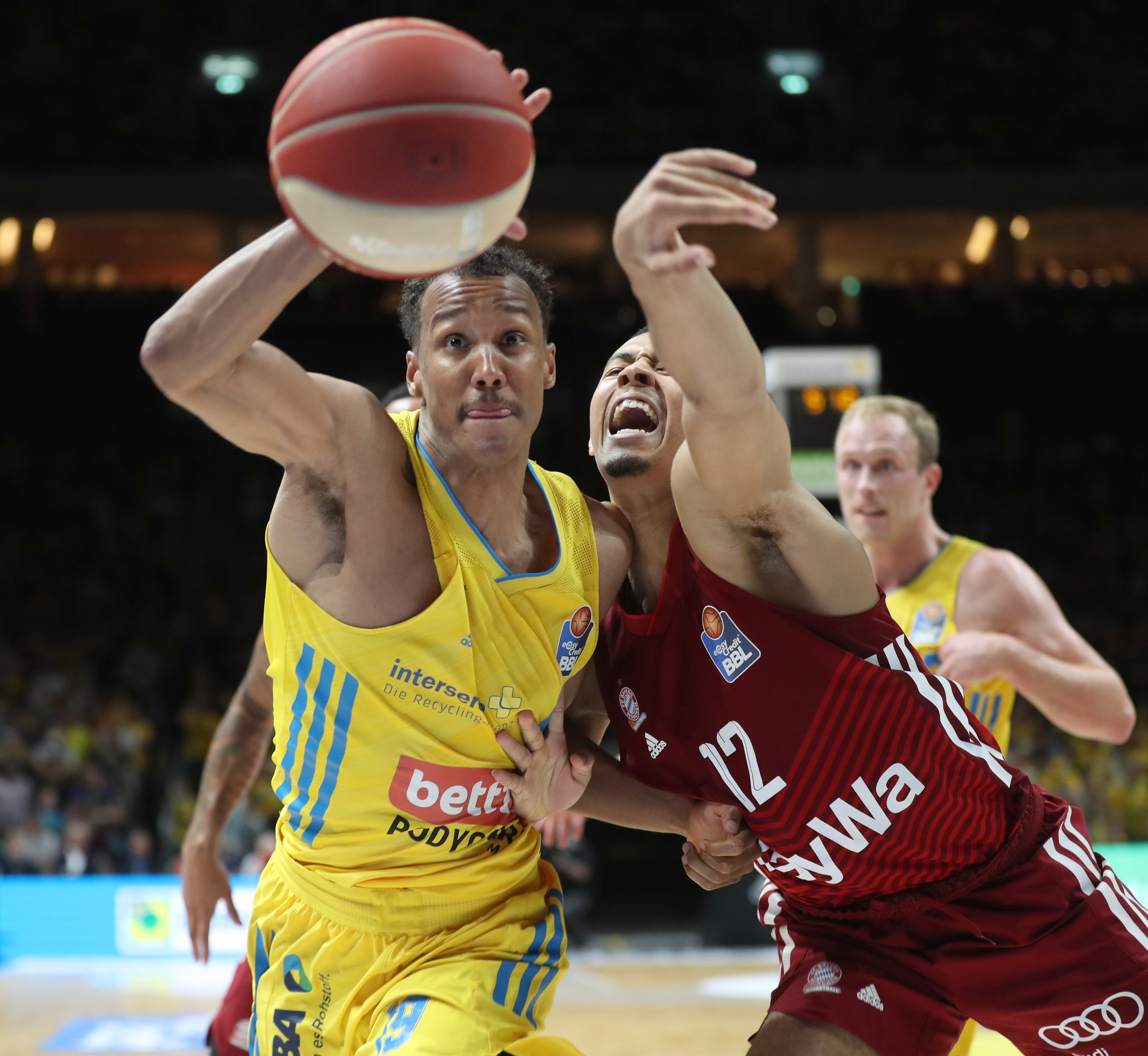
ALBA Berlin contre le Bayern Munich pendant la saison 2021-2022.

Entre 1994 et 2001, la plus haute ligue allemande de basket-ball s’appelait "Veltins Basketball Bundesliga", et de 2001 à 2003, la ligue était connue sous le nom de "s. Oliver Basketball Bundesliga". Le Bayer Giants Leverkusen détient le record de titres de championnat remportés, étant le vainqueur de 14 championnats d’Allemagne de basket-ball. Cependant, depuis 1997, l’Alba Berlin domine la ligue, remportant son 8e titre en 2008. Vingt et une équipes ont remporté le championnat depuis sa création.
Depuis 2009, Brose Bamberg a dominé la compétition et remporté le titre en quatre saisons consécutives (2009-2013).

## Equipes
Liste des équipes engagés lors de la saison 2024-2025 :
| Équipe                          | Villes                | Salles                 | Capacités     |
| ------------------------------- | --------------------- | ---------------------- | ------------- |
| Bamberg Baskets                 | Bamberg               | Brose Arena            | 6 150 places  |
| Alba Berlin                     | Berlin                | Uber Arena             | 14 500 places |
| Telekom Baskets Bonn            | Bonn                  | Telekom Dome           | 6 000 places  |
| Löwen Braunschweig              | Brunswick             | Volkswagen Halle       | 3 603 places  |
| Niners Chemnitz                 | Chemnitz              | Chemnitz Arena         | 5 200 places  |
| Francfort Skyliners             | Francfort-sur-le-Main | Fraport Arena          | 5 002 places  |
| BG 74 Göttingen                 | Göttingen             | Sparkassen-Arena       | 3 447 places  |
| Hamburg Towers                  | Hambourg              | Inselpark-Arena        | 3 400 places  |
| MLP Academics Heidelberg        | Heidelberg            | SNP Dome               | 5 000 places  |
| MHP Riesen Ludwigsburg          | Ludwigsbourg          | MHP Arena              | 4 700 places  |
| Bayern Munich                   | Munich                | BMW Park               | 6 700 places  |
| EWE Baskets Oldenbourg          | Oldenbourg            | Große EWE Arena        | 6 069 places  |
| Rostock Seawolves               | Rostock               | Stadthalle Rostock     | 4 550 places  |
| Ratiopharm Ulm                  | Ulm                   | Ratiopharm Arena       | 6 100 places  |
| SC Rasta Vechta                 | Vechta                | Rasta Dome             | 3 140 places  |
| Mitteldeutscher Basketball Club | Weissenfels           | Stadthalle Weissenfels | 3 000 places  |
| Wurtzbourg Baskets              | Wurtzbourg            | S.Oliver Arena         | 3 140 places  |

## Palmarès
- 1939 : LSV Spandau
- 1947 : MTSV Schwabing
- 1948 : Turnerbund Heidelbergg
- 1949 : MTSV Schwabing
- 1950 : BC Stuttgart-Degerloch
- 1951 : Turnerbund Heidelberg
- 1952 : Turnerbund Heidelberg
- 1953 : Turnerbund Heidelberg
- 1954 : Bayern Munich
- 1955 : Bayern Munich
- 1956 : ATV Düsseldorf
- 1957 : USC Heidelberg
- 1958 : USC Heidelberg
- 1959 : USC Heidelberg
- 1960 : USC Heidelberg
- 1961 : USC Heidelberg
- 1962 : USC Heidelberg
- 1963 : Alemannia Aachen
- 1964 : Alemannia Aachen
- 1965 : MTV 1846 Gießen
- 1966 : USC Heidelberg
- 1967 : MTV 1846 Gießen
- 1968 : MTV 1846 Gießen
- 1969 : VfL Osnabrück
- 1970 : TuS 04 Leverkusen
- 1971 : TuS 04 Leverkusen
- 1972 : TuS 04 Leverkusen
- 1973 : USC Heidelberg
- 1974 : SSV Hagen
- 1975 : MTV 1846 Gießen
- 1976 : TuS 04 Leverkusen
- 1977 : USC Heidelberg
- 1978 : MTV 1846 Gießen
- 1979 : TuS 04 Leverkusen
- 1980 : SSC Göttingen
- 1981 : BSC Saturn Köln
- 1982 : BSC Saturn Köln
- 1983 : ASC Göttingen
- 1984 : ASC Göttingen
- 1985 : TSV Bayer 04 Leverkusen
- 1986 : TSV Bayer 04 Leverkusen
- 1987 : BSC Saturn Köln
- 1989 : BSC Saturn Köln
- 1988 : BG Steiner Bayreuth
- 1990 : TSV Bayer 04 Leverkusen
- 1991 : TSV Bayer 04 Leverkusen
- 1992 : TSV Bayer 04 Leverkusen
- 1993 : TSV Bayer 04 Leverkusen
- 1994 : TSV Bayer 04 Leverkusen
- 1995 : TSV Bayer 04 Leverkusen
- 1996 : TSV Bayer 04 Leverkusen
- 1997 : ALBA Berlin
- 1998 : ALBA Berlin
- 1999 : ALBA Berlin
- 2000 : ALBA Berlin
- 2001 : ALBA Berlin
- 2002 : ALBA Berlin
- 2003 : ALBA Berlin
- 2004 : Opel Skyliners Francfort
- 2005 : GHP Bamberg
- 2006 : RheinEnergie Cologne
- 2007 : Brose Baskets
- 2008 : ALBA Berlin
- 2009 : EWE Baskets Oldenburg
- 2010 : Brose Baskets
- 2011 : Brose Baskets
- 2012 : Brose Baskets
- 2013 : Brose Baskets
- 2014 : Bayern Munich
- 2015 : Brose Baskets
- 2016 : Brose Baskets
- 2017 : Brose Baskets
- 2018 : Bayern Munich
- 2019 : Bayern Munich
- 2020 : ALBA Berlin
- 2021 : ALBA Berlin
- 2022 : ALBA Berlin
- 2023 : Ratiopharm Ulm
- 2024 : Bayern Munich
- 2025 : Bayern Munich

## Bilan par club
| Club                    | Titres | Année                                                                              |
| ----------------------- | ------ | ---------------------------------------------------------------------------------- |
| Bayer Giants Leverkusen | 14     | 1970, 1971, 1972, 1976, 1979, 1985, 1986, 1990, 1991, 1992, 1993, 1994, 1995, 1996 |
| ALBA Berlin             | 11     | 1997, 1998, 1999, 2000, 2001, 2002, 2003, 2008, 2020, 2021, 2022                   |
| Brose Baskets           | 9      | 2005, 2007, 2010, 2011, 2012, 2013, 2015, 2016, 2017                               |
| USC Heidelberg          | 9      | 1957, 1958, 1959, 1960, 1961, 1962, 1966, 1973, 1977                               |
| Bayern Munich           | 7      | 1954, 1955, 2014, 2018, 2019, 2024, 2025                                           |
| Gießen 46ers            | 5      | 1965, 1967, 1968, 1975, 1978                                                       |
| BSC Saturn Cologne      | 4      | 1981, 1982, 1987, 1988                                                             |
| Turnerbund Heidelberg   | 4      | 1948, 1951, 1952, 1953                                                             |
| ASC 1846 Göttingen      | 3      | 1980, 1983, 1984                                                                   |
| Alemannia Aachen        | 2      | 1963, 1964                                                                         |
| MTSV Schwabing          | 2      | 1947, 1949                                                                         |
| Ratiopharm Ulm          | 1      | 2023                                                                               |
| EWE Baskets Oldenburg   | 1      | 2009                                                                               |
| Cologne 99ers           | 1      | 2006                                                                               |
| Francfort Skyliners     | 1      | 2004                                                                               |
| BBC Bayreuth            | 1      | 1989                                                                               |
| Brandt Hagen            | 1      | 1974                                                                               |
| VfL Osnabrück           | 1      | 1969                                                                               |
| ATV Düsseldorf          | 1      | 1956                                                                               |
| BC Stoccarda-Degerloch  | 1      | 1950                                                                               |
| LSV Spandau             | 1      | 1939                                                                               |